# Mùa hè rớt
Mùa hè rớt là bộ phim điện ảnh truyền hình được thực hiện bởi Trung tâm Phim truyền hình Việt Nam, Đài Truyền hình Việt Nam, do Phạm Thanh Phong viết kịch bản kiêm đạo diễn. Phim phát sóng lần đầu vào ngày 17 tháng 2 năm 2008 trong chương trình Điện ảnh chiều thứ bảy trên kênh VTV3.

## Nội dung
Chuyện phim lấy cảm hứng từ một câu chuyện có thật ở ngoài đời, kể về tình cảnh éo le của một vị lãnh đạo doanh nghiệp ở Hà Nội bị vợ tố cáo chuyện bồ bịch đến mất hết chức, quyền.

## Diễn viên
- Hồng Sơn trong vai Quang
- Minh Phương trong vai Lan
- Thanh Giang trong vai Thùy
- Vi Cầm trong vai Điệp

## Giải thưởng
Bộ phim đã được đưa vào hồ sơ xét tặng Giải thưởng Nhà nước về Văn học Nghệ thuật của đạo diễn Phạm Thanh Phong, cùng với ba tác phẩm khác là Dương tính, Tìm chồng, Mùa hè rớt và Người cộng sự. Năm 2022, ông được trao tặng Giải thưởng Nhà nước với hai tác phẩm Dương tính và Mùa hè rớt.
| Năm  | Giải thưởng                                | Hạng mục                  | Kết quả         | Tham khảo |
| ---- | ------------------------------------------ | ------------------------- | --------------- | --------- |
| 2008 | Giải Cánh diều 2007                        | Phim truyền hình ngắn tập | Cánh diều Vàng  | [ 6 ]     |
| 2008 | Liên hoan Truyền hình toàn quốc lần thứ 27 | Phim ngắn tập             | Huy chương Vàng | [ 2 ]     |